# Mussy-sous-Dun
Mussy-sous-Dun település Franciaországban, Saône-et-Loire megyében. Lakosainak száma 330 fő (2022. január 1.). Mussy-sous-Dun Varennes-sous-Dun, Anglure-sous-Dun, Chassigny-sous-Dun, Chauffailles és Saint-Racho községekkel határos.

## Népesség
A település népességének változása:
| Lakosok száma | 347  | 348  | 355  | 349  | 349  | 343  | 339  | 333  | 330  |
|               | 2013 | 2015 | 2016 | 2017 | 2018 | 2019 | 2020 | 2021 | 2022 |